# Klasycy Nauki
Klasycy Nauki – polska seria wydawnicza złożona z dwunastu pozycji książkowych, ukazująca się od 1997 do 1999 roku nakładem wydawnictwa Prószyński i S-ka SA. Obejmuje eseje, rozprawy, wykłady i utwory popularnonaukowe autorstwa wybitnych zagranicznych uczonych. Treść poszczególnych pozycji powiązana jest poprzez osoby autorów z przełomowymi ideami w dziejach ludzkości, takimi jak teoria względności Alberta Einsteina, teoria ewolucji Karola Darwina, czy koncepcja dwóch kultur C. P. Snowa.

## Format i cechy charakterystyczne serii
Książki w ramach serii zostały wydawane w formacie 130x205, z zastosowaniem oprawy twardej lakierowanej. Cechą charakterystyczną serii są czarne okładki oraz kolorowe grzbiety i logo serii - sowa na stosie książek w pomieszczeniu obramowanym arkadą. Logo umieszczone zostało na każdej z książek w lewym dolnym rogu pierwszej strony okładki pod pionowo umieszonym logotypem KLASYCY NAUKI i na ostatniej stronie okładki (w większej formie) w lewym górnym narożniku.
Autorami projektu okładki są Katarzyna A. Jarnuszkiewicz i Michał Korwin-Kossakowski. Druk i oprawa książek został zrealizowany przez Białostockie Zakłady Graficzne.

## Wykaz dzieł wydanych w serii
| Lp. | Tytuł                                                                                      | Tytuł oryginału                                                                                  | Autor                                   | Przekład                      | Data wydania | Liczba stron | ISBN               |
| --- | ------------------------------------------------------------------------------------------ | ------------------------------------------------------------------------------------------------ | --------------------------------------- | ----------------------------- | ------------ | ------------ | ------------------ |
| 1   | Zaginiony wykład Feynmana                                                                  | Feynman's Lost Lecture                                                                           | David L. Goodstein, Judith R. Goodstein | Bogumił Bieniok, Ewa L. Łokas | 1997         | 160          | ISBN 83-7180-011-8 |
| 2   | Teoria względności i inne eseje                                                            | The theory of relativity and other essays                                                        | Albert Einstein                         | Piotr Amsterdamski            | 1997         | 88           | ISBN 83-7180-019-3 |
| 3   | Symetria                                                                                   | Symetry                                                                                          | Hermann Weyl                            | Stefan Kulczycki              | 1997         | 160          | ISBN 83-7180-139-4 |
| 4   | Dzieje świecy: Sześć wykładów popularnych                                                  | The Chemical History of the Candle                                                               | Michael Faraday                         | Maria i Stanisław Kalinowscy  | 1997         | 120          | ISBN 83-7180-172-6 |
| 5   | Istota teorii względności                                                                  | The Meaning of Relativity                                                                        | Albert Einstein                         | Andrzej Trautman              | 1997         | 168          | ISBN 83-7180-627-2 |
| 6   | Apologia matematyka                                                                        | A Mathematician's Apology                                                                        | Godfrey Harold Hardy                    | Marek Fedyszak                | 1997         | 104          | ISBN 83-7180-180-7 |
| 7   | Pierwsze trzy minuty: Współczesny obraz początku Wszechświata                              | The First Three Minutes                                                                          | Steven Weinberg                         | Aleksander Blum               | 1998         | 224          | ISBN 83-7180-609-4 |
| 8   | Czym jest życie?: Fizyczne aspekty żywej komórki. Umysł i materia. Szkice autobiograficzne | What is Life? The Physical Aspect of the Living Cell. Mind and Matter. Autobiographical Sketches | Erwin Schrödinger                       | Stefan Amsterdamski           | 1998         | 208          | ISBN 83-7180-759-7 |
| 9   | Ewolucja fizyki: Rozwój poglądów od najdawniejszych pojęć do teorii względności i kwantów  | The Evolution of Physics                                                                         | Leopold Infeld, Albert Einstein         | Ryszard Gajewski              | 1998         | 260          | ISBN 83-7180-985-9 |
| 10  | Prawda i piękno: Estetyka i motywacja w nauce                                              | TRUTH AND BEAUTY. Aesthetics and Motiwation in Science                                           | Subrahmanyan Chandrasekhar              | Piotr Amsterdamski            | 1999         | 240          | ISBN 83-7180-147-5 |
| 11  | Dwie kultury                                                                               | The Two Cultures                                                                                 | Charles Percy Snow                      | Tadeusz Baszniak              | 1999         | 168          | ISBN 83-7180-765-1 |
| 12  | Listy wybrane                                                                              | Charles Darwin's Letters                                                                         | Karol Darwin                            | Teresa Opalińska              | 1999         | 356          | ISBN 83-7180-767-8 |